# Goleniów
Goleniów (po druhé světové válce Gołonóg, německy Gollnow) je město ve stejnojmenném okrese v Západopomořanském vojvodství na severozápadě Polska. Protéká jím řeka Ina. V roce 2021 ve městě žilo 21 876 obyvatel.

## Historie
Okolí města bylo osídleno již v době kamenné. Z období 4200–3500 př. n. l. jsou známé nálezy z okruhu kultury s lineární keramikou a na přelomu doby bronzové a doby železné zde sídlil lid lužické kultury. Četnost nálezů svědčí o soustavném osídlení až do období raného středověku.
První písemná zmínka pochází z roku 1220, kdy zde v zákrutu řeky stála obchodní osada a strážní hrad. Obyvatelé dodávali med, ryby a pryskyřici do Štětína. Rozvoj města nastal po roce 1268, kdy osada obdržela od knížete Barnima I. městská práva magdeburského typu. Město mimo jiné získalo právo volné plavby k ústí Odry. V roce 1317 město získalo lübecká městská práva a roku 1368 se stalo členem obchodního svazu hanzovních měst. Obchodní zájmy vedly ke sporům s blízkým Štětínem, který se snažil ovládnou obchod podél Odry. Konflikt se podařilo urovnat ve prospěch Goleniówa a jeho spojence Stargardu až roku 1397.
V pozdním středověku se město úspěšně rozvíjelo, což se projevilo na jeho podobě. Město obepnula hradba z kamene a cihel prolomená čtveřicí bran, z nichž se zachovala pouze brána Wolińská. Od roku 1386 smělo město razit vlastní mince, tzv. bílé goleniówské groše. Objevovaly se a pokračovaly obchodní spory se Stargardem a zejména se Štětínem, které definitivně skončily až v roce 1618.
V roce 1529 město postihl ničivý požár, ale obyvatele postihovaly také epidemie nemocí a menší požáry. Velký úpadek způsobila třicetiletá válka. Po jejím skončení město připadlo Švédsku, kterému patřilo až do roku 1679. Od roku 1720 se Goleniów stal součástí Pruska a začal znovu presperovat. Vznikla nová předměstí, radnice, nemocnice a školy. V roce 1830 byla postavena silnice do Štětína a o čtyřicet let později také železnice. Od roku 1882 mělo město železniční spojení s Gryficemi a o několik let později se Svinoústí a Kolobřehem.
Na počátku dvacátého století se ve městě rozvíjela výroba nábytku. Během druhé světové války ve městě pracovalo mnoho německých politických vězňů, polských zajatců a nuceně nasazených. Město bylo osvobozeno Rudou armádou 7. března 1945, ale 60–65 % jeho rozlohy bylo zničeno včetně mnoha významných budov. Po druhé světové válce byla většina původních obyvatel vysídlena a město připadlo Polsku.

## Obyvatelstvo
|           | 1900  | 1925   | 1939   | 1946  | 1960   | 1970   | 1980   | 1990   | 2002   | 2011   | 2021   |
| --------- | ----- | ------ | ------ | ----- | ------ | ------ | ------ | ------ | ------ | ------ | ------ |
| Obyvatelé | 8 539 | 11 627 | 13 754 | 1 713 | 10 300 | 14 641 | 19 100 | 22 500 | 22 327 | 22 844 | 21 876 |

## Pamětihodnosti
- Kostel svaté Kateřiny postavený v patnáctém století
- Městské opevnění s Wolińskou brána vysokou 26 metrů
- Třípodlažní hrázděná sýpka u bývalého říčního přístavu

## Partnerská města
- Bergen auf Rügen, Německo
- Greifswald, Německo
- Opmeer, Nizozemsko
- Pyrzyce, Polsko
- Svedala, Švédsko

Od 3. prosince 2005 do 25. února 2025 byl partnerským městem Golienówa také ruský Gurjevsk. Vzájemné partnerství bylo ukončeno vzhledem k ruské invazi na Ukrajině.

## Galerie

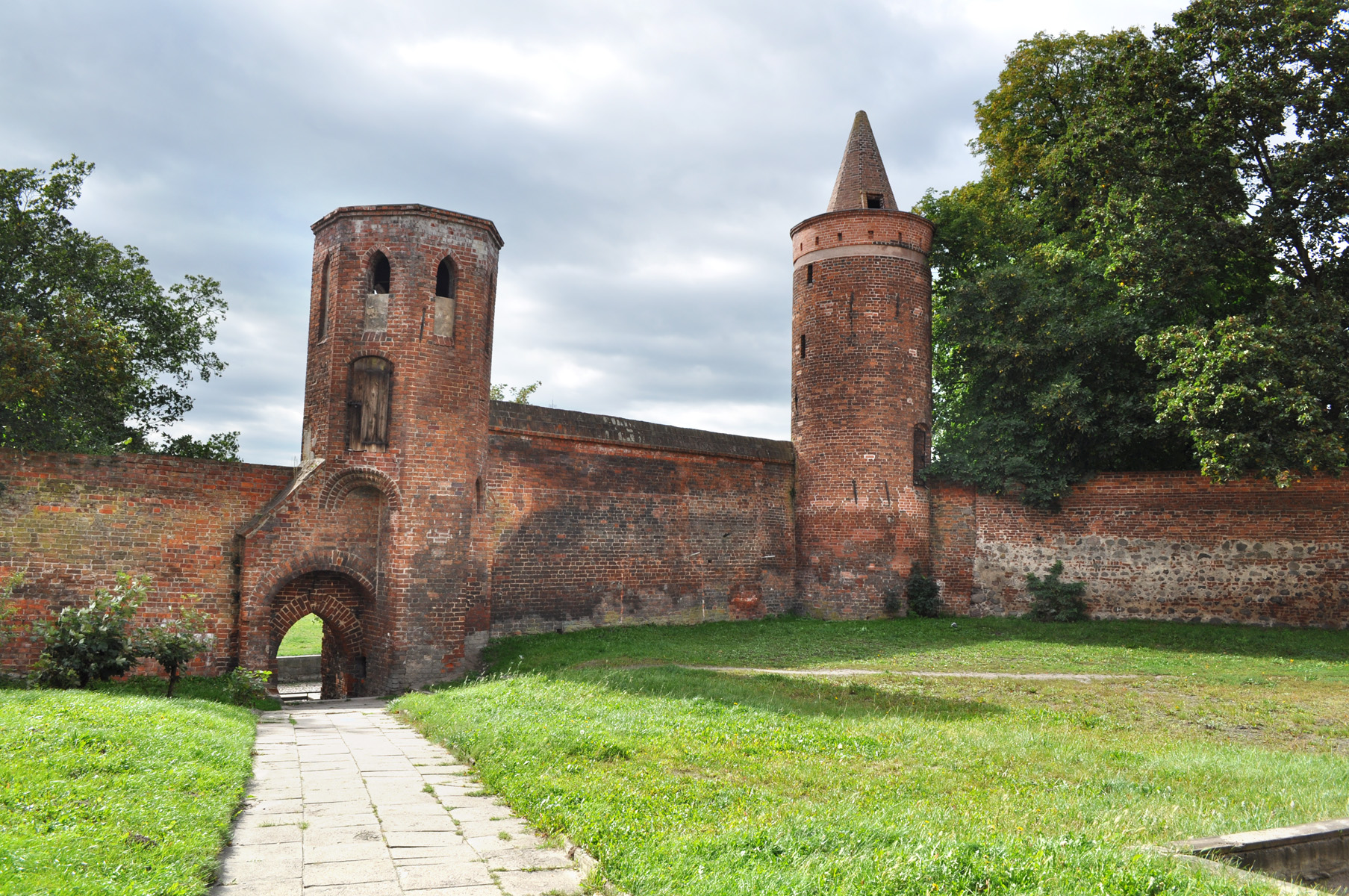
Městské opevnění
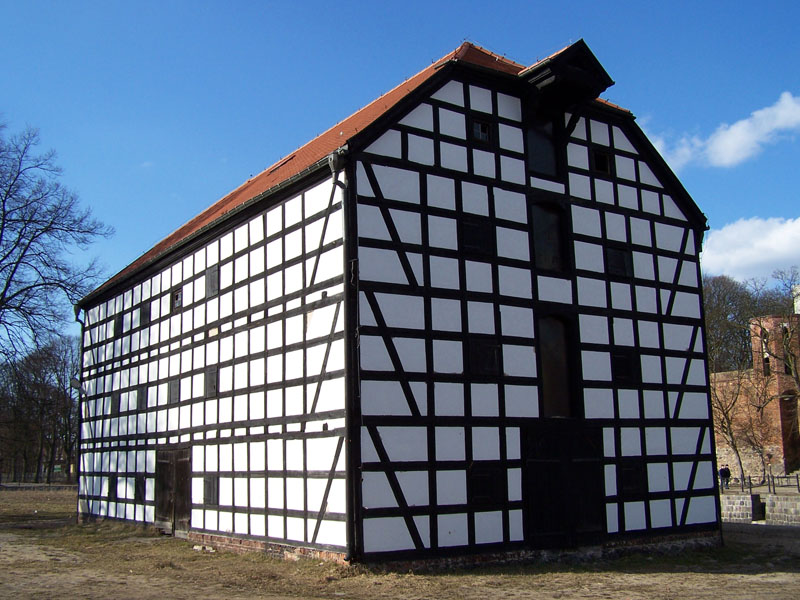
Sýpka
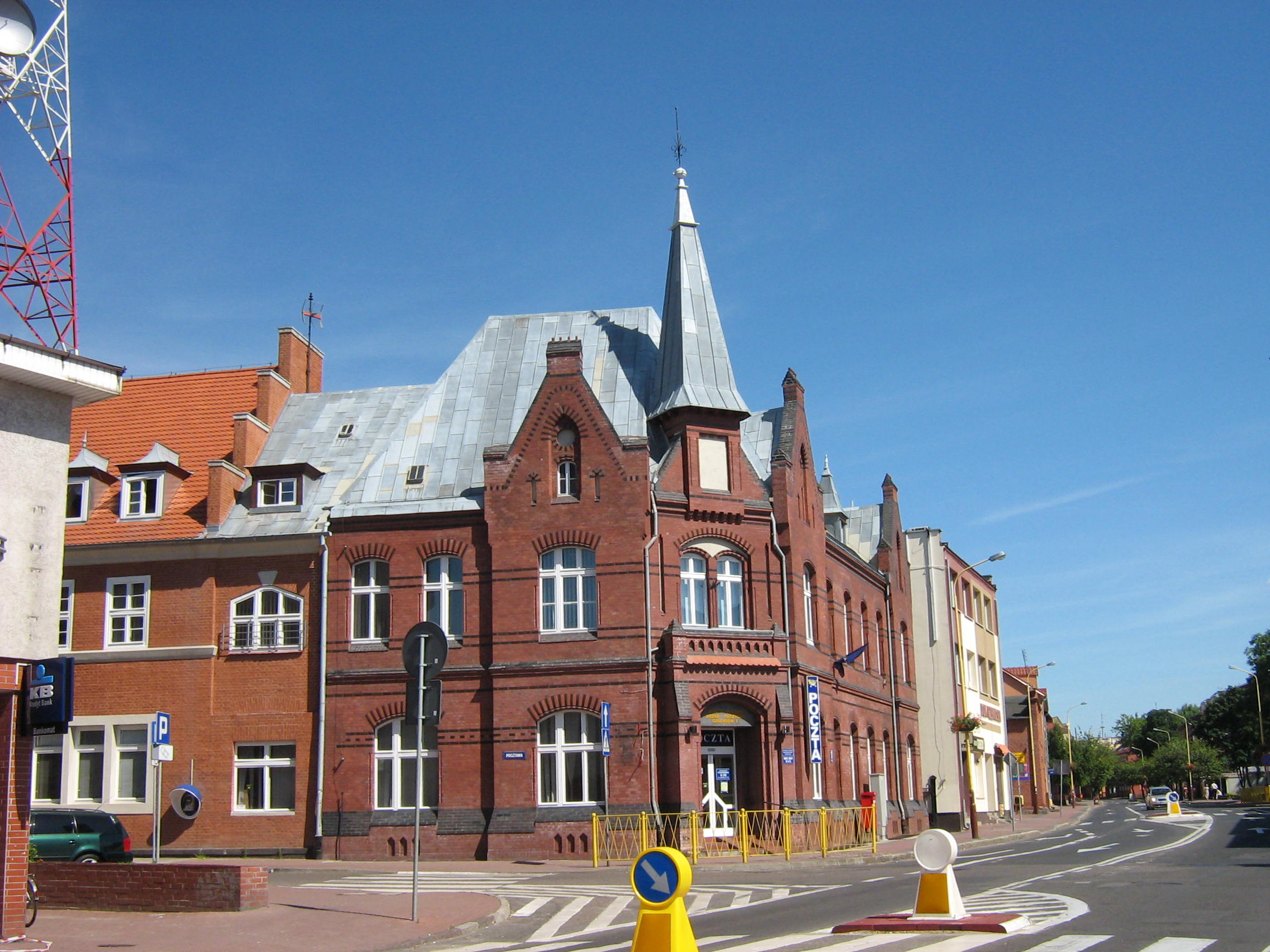
Budova pošty
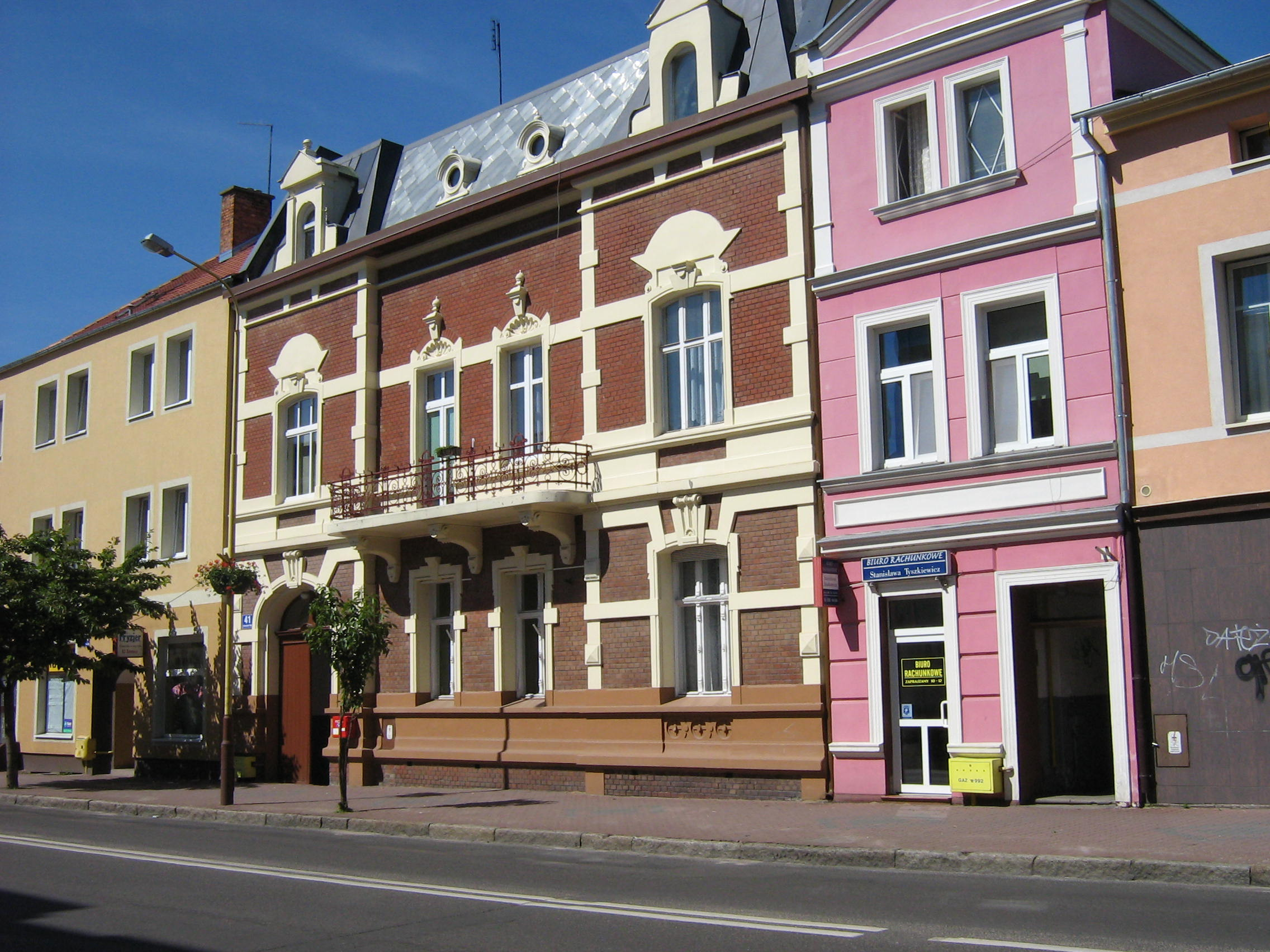
Historické domy
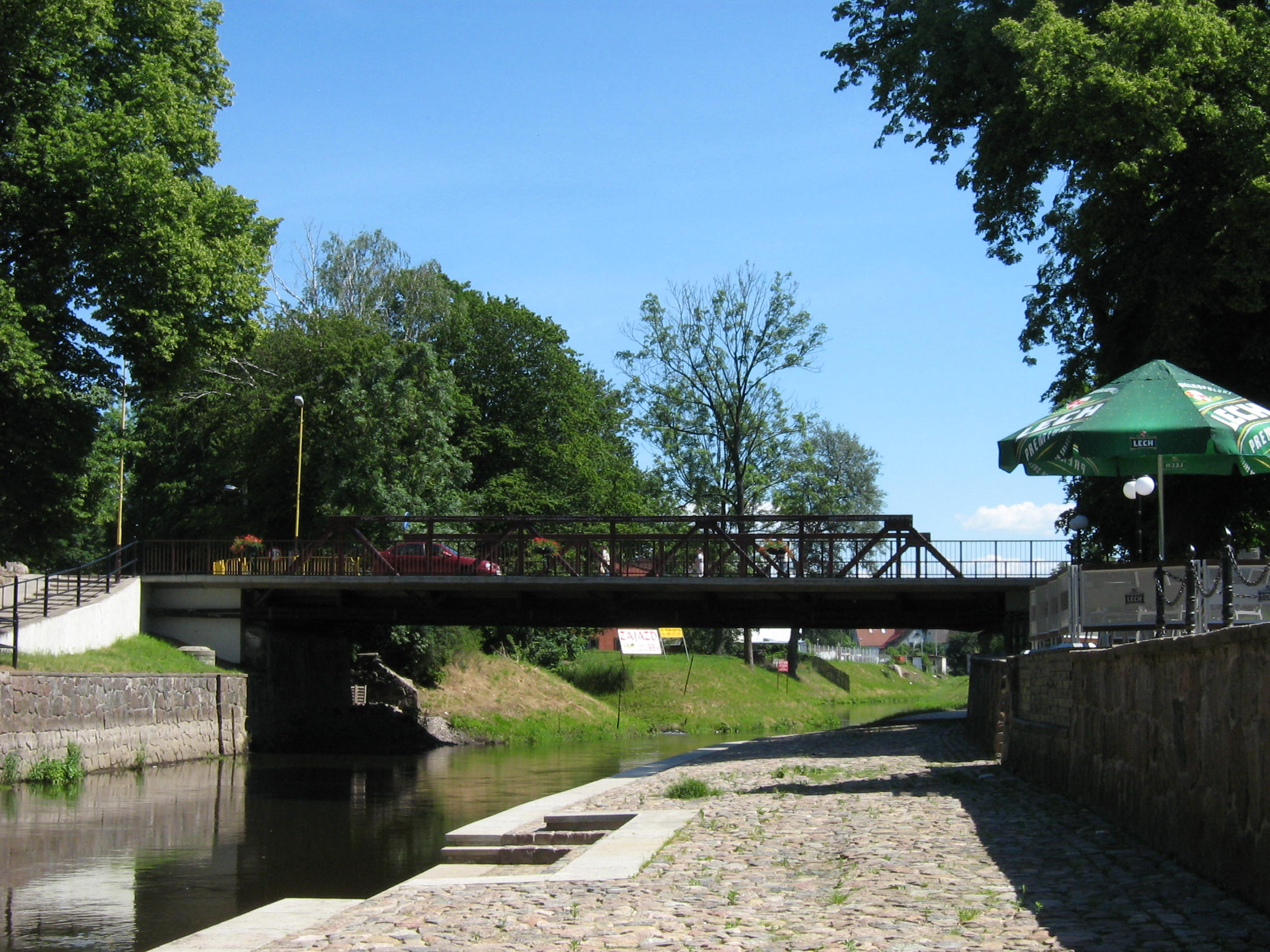
Most přes Inu
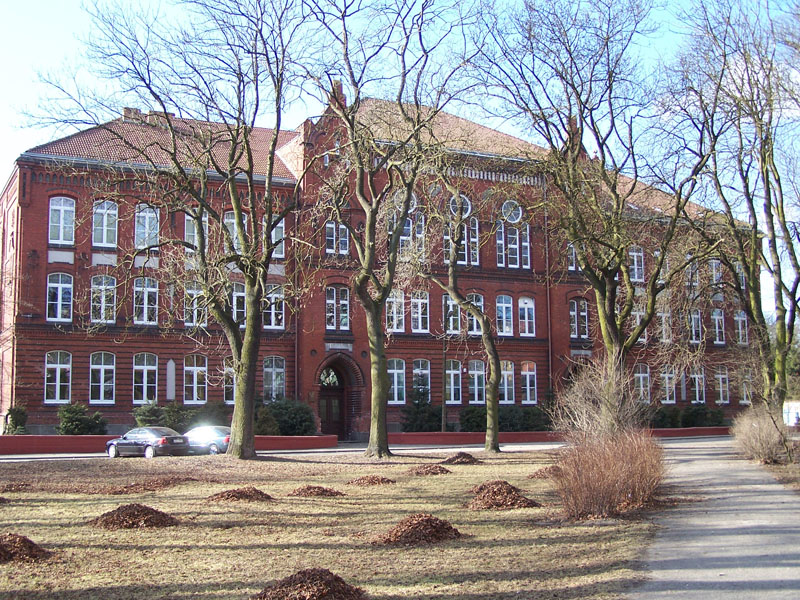
Gymnázium
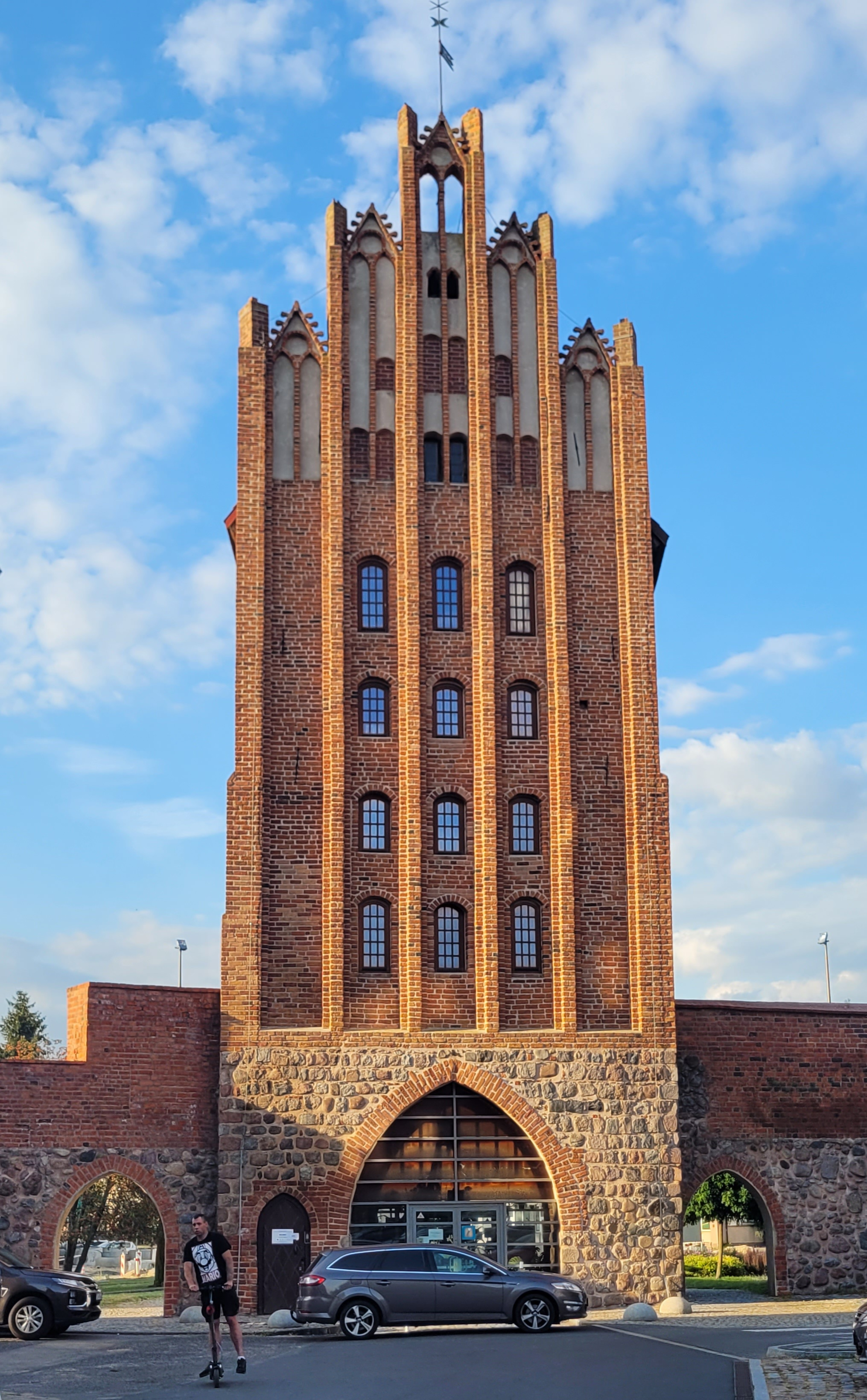
Wolińská brána